# Nullaki-Halbinsel
Die Nullaki-Halbinsel (englisch: Nullaki Peninsula) ist eine Halbinsel im Süden des australischen Bundesstaates Western Australia. Nördlich der Halbinsel liegt das Wilson Inlet und im Süden der Indische Ozean.
Auf der Halbinsel liegt der Ort Nullaki, der 34 Einwohner hat. Am anderen Ufer vom Wilson Inlet liegt der Ort Denmark.
Der Strand Anvil Beach und die Buchten Ratcliffe Bay und Pelican Bay liegen auf der Halbinsel.